# Zbigniew Lech (polityk)
Zbigniew Mirosław Lech (ur. 5 stycznia 1946 w Nasławicach) – polski polityk, rolnik, poseł na Sejm X i I kadencji (1989–1993).

## Życiorys
Ukończył Technikum Rolnicze w Krzyżowicach, zostając technikiem produkcji roślin i hodowli zwierząt. Prowadzi indywidualne gospodarstwo rolne. W 1989 został posłem na Sejm X kadencji z ramienia Komitetu Obywatelskiego, a w 1991 I kadencji z listy Porozumienia Ludowego. W latach 1998–2002 pełnił funkcję radnego sejmiku dolnośląskiego I kadencji wybranego z listy Akcji Wyborczej Solidarność, nie ubiegał się o reelekcję. W 2001 bez powodzenia kandydował do Sejmu z listy Platformy Obywatelskiej.
Był przewodniczącym regionu w Stronnictwie Konserwatywno-Ludowym, następnie działaczem Partii Centrum. W 2006 związał się z Platformą Obywatelską, z ramienia której bezskutecznie ubiegał się w wyborach o mandat radnego sejmiku. Przystąpił później do reaktywowanego SKL, zasiadał w zarządzie tego ugrupowania (rozwiązanego w 2014).